# May d'Alençon
Œuvres principales
- Renard-Roux (1963)

May d'Alençon, née Madeleine-Eugénie Lécole  à Paris 7e le 14 février 1898 et morte à Rouen le 16 septembre 1968, est une autrice française d'ouvrages pour la jeunesse.

## Biographie
Fille d'un officier, elle se fixe à Rouen vers la fin de ses études secondaires. 
Elle devient professeur de français et épouse Clément d'Alençon en 1920. Mère de huit enfants, malgré des crises de cécité, elle mène une double activité d'exploitante d'une petite propriété normande et d'écrivain.
Elle publie une trentaine de livres et écrit des centaines de contes, de nouvelles et  de romans qui paraissent dans des revues telles que Cœurs vaillants, Âmes vaillantes, Fripounet et Marisette (éditions Fleurus), Lisette (éditions de Montsouris) ou Mireille. 
Elle s'intéresse à la fois à la nature, aux animaux et aux aventures dans des pays lointains, des thèmes qui l'inspirent et dont elle tire d'abord des récits pour ses enfants. Plusieurs de ses titres ont été traduits (italien, allemand, japonais, grec).
Elle est inhumée au cimetière de l'Ouest à Rouen.

## Œuvre

### Albums pour les plus jeunes
- 1939 : T.T.S., cochon aérodynamique (ill. Françoise Themerson), Flammarion, coll. « Albums du père Castor », 18 p. Rééditions : sous le titre Tout en soie, cochon aérodynamique, 1948 ; ill. Pierre Belvès, 1961.
- 1939 : Tricoti-Tricota (ill. Françoise Themerson), Flammarion, coll. « Albums du père Castor ». Réédition : ill. Gerda, 1957.
- 1940 : Le Beau Chardon d'Aliboron (ill. Nathalie Parain), Flammarion, coll. « Albums du père Castor », 22 p.. Rééditions : 1965, 1978.
- 1962 : Meunier, tu dors ? (ill. Simone Deleuil), Bias, coll. « Contes du gai Pierrot » (no 54), 23 p..
- 1963 : Dansons la capucine (ill. Simone Deleuil), Bias, coll. « Contes du gai Pierrot » (no 56), 23 p.
- 1966 : Le Petit Renard de la forêt (ill. Simone Deleuil), Bias, coll. « Contes du gai Pierrot » (no 61), 23 p.
- 1968 : Une histoire de singe (ill. Kersti Chaplet), Flammarion, coll. « Albums du Père Castor, Premières lectures », 23 p.. Réédition : 1993  (ISBN 2-08-163225-X)
- 1968 : Trois chansons, trois histoires (ill. Simone Deleuil et Jeanne Lagarde), Bias, coll. « Mon bel album », 20 p.

### Romans, contes et nouvelles
- 1948 : Le Corsaire de Honfleur : les plus belles aventures de Jean-François Doublet, d'après son journal autographe (ill. Flip), À l'enfant poète, coll. « Partir, c'est vivre un peu », 192 p.
- 1956 : Le Trésor du loup (ill. Solveg), Éditions Fleurus, coll. « Monique », 124 p.
- 1957 : Les Six Garnements de la Roche-aux-chouettes (ill. Pierre Belvès), Bourrelier, coll. « L'Alouette », 160 p.
- 1958 : Polo, le petit marinier (ill. Simone Baudoin), Bourrelier, coll. « L'Alouette », 160 p.
- 1960 : Naufragés sur la banquise (ill. Pierre Noël), Bourrelier, coll. « Marjolaine », 158 p.
- 1961 : Contes de la petite cafetière (ill. Luce Lagarde), Éditions G. P., coll. « Rouge et Or, série Dauphine » (no 61), 252 p.
- 1961 : Tim le jockey (ill. Jean Reschofsky), Éditions G. P., coll. « Spirale » (no 37), 251 p.
- 1961 : Bibi-Coucou, le joyeux chemineau (ill. Luce Lagarde), Éditions G. P., coll. « Rouge et Or, série Dauphine » (no 67), 188 p.
- 1962 : Bibi-Coucou reprend la route (ill. Luce Lagarde), Éditions G. P., coll. « Rouge et Or, série Dauphine » (no 76), 188 p.
- 1962 : Contes des bêtes amies (ill. Henri Dimpre), Bias, coll. « Anémones », 92 p.
- 1963 : Aliboron, l'âne qui voulait devenir savant (ill. Luce Lagarde), Éditions G. P., coll. « Rouge et Or, série Dauphine » (no 84), 186 p.
- 1963 : Mon ami Puce (ill. Ruth Guinard), Zürich, Œuvre suisse des lectures pour la jeunesse (no 816).
- 1963 : Renard-Roux (ill. Annie-Claude Martin), Bourrelier, coll. « Marjolaine », 163 p. Prix Jeunesse 1963.
- 1964 : Le Merveilleux Voyage de Marco Polo (ill. Roger Brard), Bias, coll. « Vastes horizons », 122 p.
- 1965 : Annick et son corsaire (ill. Monique Berthoumeyrou), Éditions G. P., coll. « Spirale » (no 101), 186 p.
- 1966 : Marie-Luce, infirmière (ill. Michel Gourlier), Éditions G. P., coll. « Spirale » (no 115), 187 p.
- 1966 : Pirate malgré moi : d’après les aventures véridiques de Philippe Ashton (ill. François Batet), Hachette, coll. « Idéal-Bibliothèque » (no 300), 191 p.
- 1969 : Au jardin de Martine, Avignon, Les Presses universelles, 160 p.
- 1973 : Contes du petit cheval et du vieux chameau (ill. Philippe Lorin), Magnard, coll. « Fantasia » (no 151), 172 p.
- 1977 : Bon chien, mon ami (ill. Loiseau), Magnard, coll. « Fantasia » (no 155), 144 p. (ISBN 2-210-99155-2).

## Prix et distinctions
- Prix Jeunesse en 1963 pour Renard-Roux, récit d'une amitié entre un petit garçon et un renard.